# Alonso López
Alonso López (Manizales, 27 maggio 1957) è un ex calciatore colombiano, di ruolo difensore.

## Biografia

### Club
Ha sempre giocato nella massima serie colombiana, con il Millonarios Fútbol Club.

### Nazionale
Ha fatto parte della Nazionale colombiana dal 1975 al 1985, prendendo parte alla Copa América 1975.